# خداحافظ بچه‌ها
خداحافظ بچه‌ها (فرانسوی: Au revoir les enfants‎) فیلمی در ژانر درام به کارگردانی لویی مال است که در سال ۱۹۸۷ منتشر شد. از بازیگران آن می‌توان به فرانسوا برلئان و ایرن ژاکوب اشاره کرد.
این فیلم توانست جایزهٔ شیر طلایی جشنواره فیلم ونیز را از آنِ خود کند.